# Осока рання
Осока рання (Carex praecox) — вид рослин родини осокові (Cyperaceae), поширений в Європі й західній Азії.

## Опис
Багаторічна трав'яниста рослина 15–30 см заввишки. Піхви листків 1–1.5 мм у діаметрі. Ширина плівки язичка ≈1 мм. Покривні луски (крім середньої зеленої жилки) і мішечки коричневі. Мішечки позаду з погано помітними жилками або без жилок.

## Поширення
Поширений в Європі й західній Азії.
В Україні вид зростає на сухих луках, в степах, світлих соснових лісах, на узбіччі доріг — на всій території звичайний.